# Њ
Њ (onderkast: њ) (nje) is een letter uit het cyrillische alfabet en wordt gebruikt in het Macedonisch en Servisch. De Њ wordt uitgesproken als /ɲ/. Deze letter is uitgevonden door Vuk Karadžić.

## Weergave

### Unicode
De Њ en њ zijn in 1993 toegevoegd aan de Unicode 1.0 karakterset.
In Unicode vindt men Њ onder het codepunt U+040A (hex) en њ onder U+045A.

### HTML
In HTML kan men voor Њ de code &NJcy; gebruiken, en voor њ &njcy;.